# Software as a service
A Software as a service (SaaS, magyarul: szolgáltatott szoftver, vagy szó szerint: „szoftver mint szolgáltatás”) vagy gyakran on-demand software (lekérhető szoftver) egy olyan szoftverszolgáltatási módszer, amelynél a szoftver és a kapcsolódó adatok központilag vannak tárolva (tipikusan egy Internet felhőben) ugyanakkor a felhasználói hozzáférések egy vékony kliensen keresztül zajlanak, amely leggyakrabban valamilyen web-böngésző alkalmazás.
Az SaaS a közelmúltban nagyon elterjedtté vált a legtöbb üzleti alkalmazás szolgáltatása területén, ideértve a számlázást, a csoportos munkaszervezést, a Customer Relationship Management (CRM) alkalmazásokat, a management information systems (MIS) és az enterprise resource planning (ERP) rendszereket. Ide tartozik gyakran a könyvelés, a human resource management (HRM - emberi erőforráskezelés), content management (CM tartalomkezelés) és a service desk management (a vevőszolgálat menedzsment) is.
A Gartner Group becslése szerint, mivel a SaaS értékesítések 2010-ben elérték a 10 milliárd dollárt, a becsült növekedést figyelembe véve 2011-re több mint 12 milliárd dolláros bevétel várható az iparágból. A Gartner Group feltételezése szerint a SaaS bevételei több mint duplájára fognak nőni 2010 és 2015 között, amikor is várhatóan meghaladják a 21 milliárd dollárt.
A Customer relationship management (CRM) továbbra is a SaaS legnagyobb piaca. A SaaS részesedése a CRM piacon belül hozzávetőlegesen 4 milliárd dollár.

## A Saas jövője
A SaaS gyakorlatilag az összes vezető szoftverfejlesztő cégének a központi - stratégiai - elemévé vált. Becslések szerint az Saas a legelterjedtebb ügyviteli rendszer szolgáltatási metódussá fog válni a következő évtizedben.

## Saas Magyarországon
A Saas fejlesztések Magyarországon is folynak, mind kihelyezett fejlesztéseken át, mind magyar tulajdonú vállalkozásokon keresztül.